# Benskena

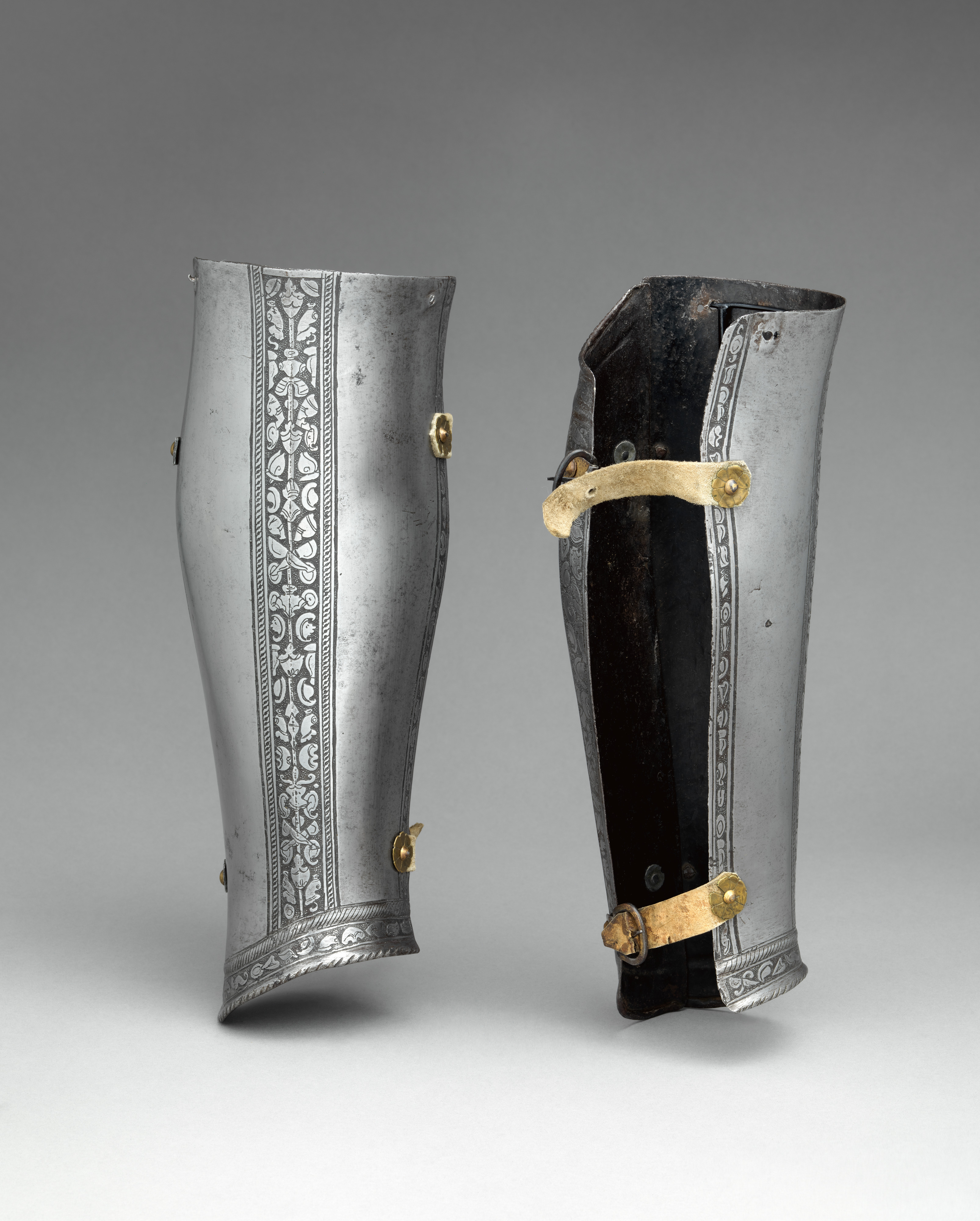
Medeltida benskenor i rustningsplåt.

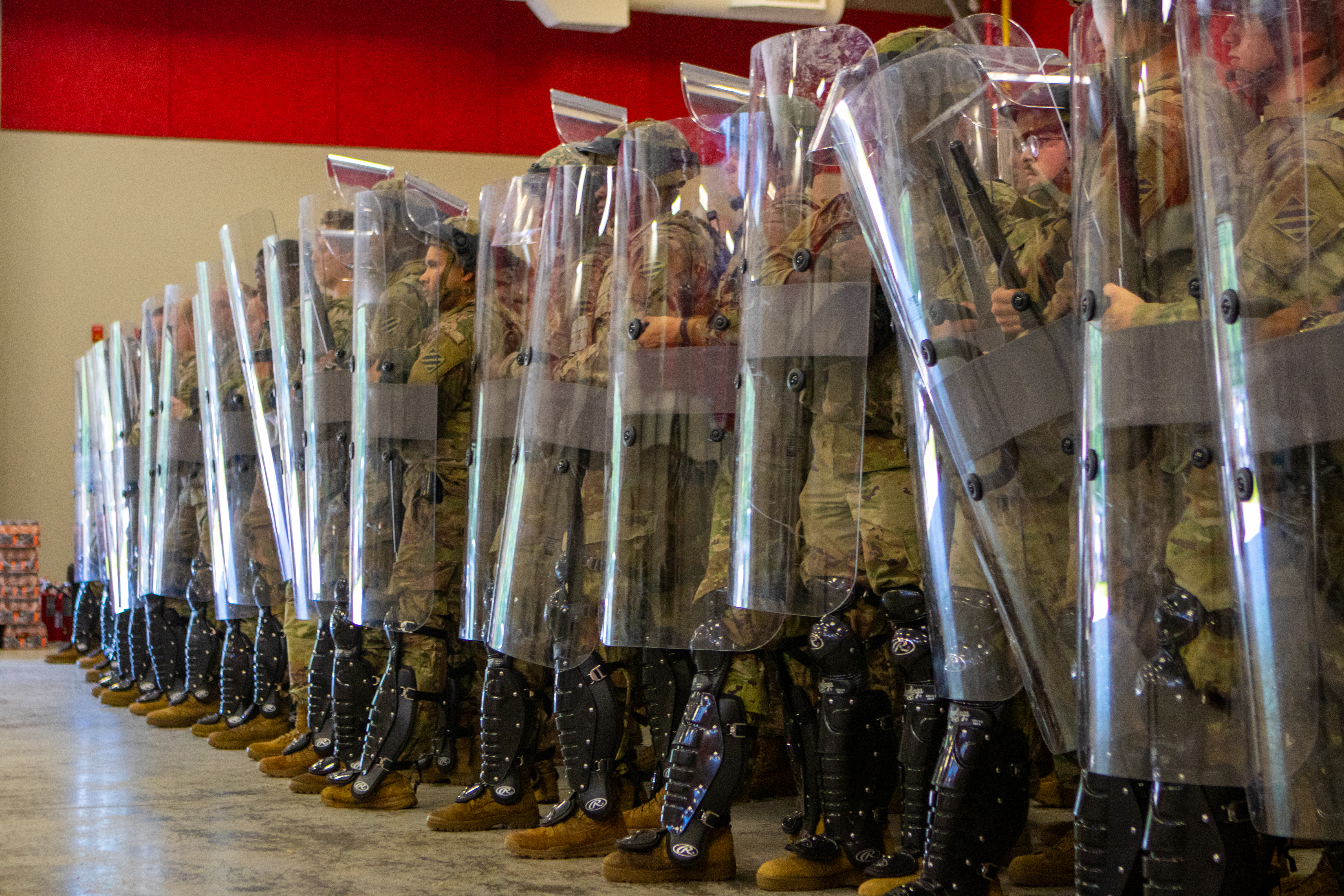
Kravallpolis med sköld och benskenor.

Benskena (jämför tyska: Beinschiene, danska: benskinne) är en sorts benskydd eller rustningsplagg som utgörs av en skena i form av ett konkavt hårt skyddsplagg som täcker underbenet och ibland även knäet (jämför lårskena). Den kan utgöra del av en större rustning eller vara ett självständigt rustningsplagg, då vanligen tillsammans med en sköld som skyddar överkroppen.
Benskenor har historiskt främst tillverkats av läder eller rustningsplåt men har idag övergått till olika former av polymer med mera. Principen används både militärt och polisiärt, då främst som slagskydd för kravalluppgifter, snarare än som skottskydd, även som det senare förekommer. Benskenor kan även användas inom sport, såsom fotboll, baseboll, hockey med mera.

## Historia
Benskenor finns på bilder från sjunde århundradet före Kristus i Assyrien och Babylonien.

### Bronsåldern
Benskenor förekommer redan under bronsåldern och lär ha utvecklats som ett tillägg till skölden för att denna inte ska behöva gå ända ner till marken för att skydda benen och däröver bli otymplig. De tidigaste torde vara tillverkade av läder eller tyg men under bronsåldern gick man så småningom över till benskenor av bronsplåt. Dessa täckte endast framsidan av underbenet och gick från knäet ner över ”skenbenet”. Vissa har spekulerat att det ibland förekom att bara ett ben bar skena, det mot fienden, vilket kan styrkas av vissa arkeologiska fynd.
Ungefär 78 fynd av benskenor från bronsåldern och tidig hjärnålder har gjorts. De är alla dekorerade.

### Medeltid
När plåtrustningen utvecklades under senmedeltiden var benskenor en del av den. Under 1400- och 1500-talen bestod de av två hälfter som bildade ett rör. På utsidan förenades de båda delarna genom gångjärn och på insidan hakades de ihop med haspar. Den bakre hälften räckte ned till hälen och hade uppdrivna förhöjningar för fotknölarna.